# Мајло Манхајм
Мајло Манхајм (енгл. Milo Manheim; Лос Анђелес, 6. март 2001) амерички је глумац. Познат је по улози Зеда у филму Зомбији (2018).

## Детињство и младост
Рођен је и одрастао у Лос Анђелесу. Син је глумице Камрин Менхајм и бившег манекена Џефрија Брезовара. Јеврејин је, те је имао бар-мицву. Свира гитару, бубњеве, клавир и укулеле, као и разне дувачке инструменте.

## Филмографија
| Улоге      |                   |               |       |           |
| Година     | Српски назив      | Изворни назив | Улога | Напомена  |
| 2009.      | Шапат духова      |               | Рајли | 1 епизода |
| 2018.      | Зомбији           |               | Зед   | ТВ филм   |
| 2018.      | Плес са звездама  |               | себе  | такмичар  |
| 2018—2019. | Америчка домаћица |               | Пирс  | 4 епизоде |
| 2019.      |                   |               | себе  | такмичар  |
| 2020.      | Зомбији 2         |               | Зед   | ТВ филм   |
| 2021.      |                   |               | Џош   | 2 епизоде |
| 2022.      | Зомбији 3         |               | Зед   | ТВ филм   |
| 2023.      | Црни петак        |               | Рајан |           |